# پیت دیویدسون
پیت مایکل دیویدسون (انگلیسی: Peter Michael Davidson؛ زادهٔ ۱۶ نوامبر ۱۹۹۳) استندآپ کمدین و بازیگر اهل ایالات متحده آمریکا است. وی از سال ۲۰۱۰ میلادی تاکنون مشغول فعالیت بوده است. وی جوانترین بازیگر کنونی ساتردی نایت لایو است.
از دیگر فیلم‌ها یا برنامه‌های تلویزیونی که وی در آن نقش داشته است می‌توان به فاجعه، پول احمقانه و جیزس می‌غلتاند اشاره کرد.

## زندگی شخصی
در ۲۰ ژوئن ۲۰۱۸ دیویدسون تأیید کرد که با آریانا گرانده نامزد کرده است و در ۱۴ اکتبر ۲۰۱۸ آن دو منصرف شده و از یکدیگر جدا شدند. بعد از آن او در سال ۲۰۲۱ با کیم کارداشیان شروع به رابطه کرد و بعد از ۱ سال در سال ۲۰۲۲ آنها از هم جدا شدند.